# Dumisani Mpofu
Dumisani Mpofu (20 dicembre 1976) è un ex calciatore zimbabwese, di ruolo difensore.

## Caratteristiche tecniche
Era un difensore centrale.

## Carriera

### Club
Ha giocato fino al 1996 al Rufaro Rovers. Nel 1997 si è trasferito al Blackpool. Nel 1999 è passato al CAPS Utd. Nel 2001 si è trasferito in Sudafrica, al Bush Bucks. Nel 2006 è stato acquistato dal W.P.U., squadra con cui ha concluso la propria carriera nel 2008.

### Nazionale
Ha debuttato in Nazionale nel 1996. Ha partecipato, con la maglia della Nazionale, alla Coppa d'Africa 2004.